# Nurfitriyana Saiman
Nurfitriyana Saiman Lantang (ur. 7 marca 1962 w Dżakarcie) – indonezyjska łuczniczka. Srebrna medalistka olimpijska z Seulu.
Zawody w 1988 były jej pierwszymi igrzyskami olimpijskimi. Indywidualnie zajęła 9 miejsce, w rywalizacji drużynowej Indonezyjki zajęły drugie miejsce. Partnerowały jej Lilies Handayani i Kusuma Wardhani. Brała udział w igrzyskach w 1992 i 1996.